# Tomás Rincón
Tomás Eduardo Rincón Hernández (født 13. januar 1988) er en venezuelansk professionel fodboldspiller, som spiller for Campeonato Brasileiro Série B-klubben Santos og Venezuelas landshold.

## Klubkarriere

### Tidlige karriere
Rincón begyndte sin karriere med Zamora hvor han gjorde sin professionelle debut i 2007. Han skiftede i 2008 til Deportivo Táchira.

### Hamburger SV
Rincón skiftede i januar 2009 til Hamburger SV. Han spillede over de næste sæsoner hovedsageligt som rotationsspiller for klubben.

### Genoa
Efter mere end 100 kampe for Hamburg forlod han efter kontraktudløb i juli 2014. Han skiftede herefter til Genoa.

### Juventus
Rincón skiftede i januar 2017 til Juventus, hvorpå han blev den første venezuelanske spiller til at spille for klubben nogensinde.

### Torino
Rincón skiftede i august 2017 til Torino på en lejeaftale med obligation om at gøre aftalen permanent senere. Aftalen blev gjort permanent i januar 2018.

### Sampdoria
Rincón blev i januar 2022 udlejet til Sampdoria. Efter lejeaftalen var overstået, skiftede han i juli 2022 til klubben på en permanent aftale.

### Santos
Rincón skiftede i august 2023 til brasilianske Santos.

## Landsholdskarriere

### Ungdomslandshold
Rincón har repræsenteret Venezuela på U/20-niveau.

### Seniorlandshold
Rincón debuterede for Venezuelas landshold den 3. februar 2008. Han har været del af Venezuelas trupper til flere internationale tuneringer.

## Titler
Juventus
- Serie A: 1 (2016-17)
- Coppa Italia: 1 (2016-17)